# Morangles
Morangles és un municipi francès, situat al departament de l'Oise i a la regió dels Alts de França. L'any 2007 tenia 337 habitants.

## Demografia

### Població
El 2007 la població de fet de Morangles era de 337 persones. Hi havia 118 famílies de les quals 16 eren unipersonals (12 homes vivint sols i 4 dones vivint soles), 39 parelles sense fills, 55 parelles amb fills i 8 famílies monoparentals amb fills.
La població ha evolucionat segons el següent gràfic:
Habitants censats

### Habitatges
El 2007 hi havia 133 habitatges, 121 eren l'habitatge principal de la família, 5 eren segones residències i 7 estaven desocupats. 115 eren cases i 17 eren apartaments. Dels 121 habitatges principals, 94 estaven ocupats pels seus propietaris, 22 estaven llogats i ocupats pels llogaters i 5 estaven cedits a títol gratuït; 2 tenien una cambra, 4 en tenien dues, 25 en tenien tres, 28 en tenien quatre i 63 en tenien cinc o més. 103 habitatges disposaven pel capbaix d'una plaça de pàrquing. A 38 habitatges hi havia un automòbil i a 73 n'hi havia dos o més.

### Piràmide de població
La piràmide de població per edats i sexe el 2009 era:
| Homes | Edats   | Dones |
| ----- | ------- | ----- |
| 0     | 95 o +  | 0     |
| 4     | 90 a 94 | 0     |
| 0     | 85 a 89 | 0     |
| 0     | 80 a 84 | 4     |
| 8     | 75 a 79 | 4     |
| 0     | 70 a 74 | 12    |
| 4     | 65 a 69 | 0     |
| 4     | 60 a 64 | 0     |
| 8     | 55 a 59 | 4     |
| 8     | 50 a 54 | 16    |
| 4     | 45 a 49 | 8     |
| 16    | 40 a 44 | 16    |
| 8     | 35 a 39 | 20    |
| 16    | 30 a 34 | 8     |
| 12    | 25 a 29 | 16    |
| 8     | 20 a 24 | 8     |
| 4     | 15 a 19 | 12    |
| 12    | 10 a 14 | 0     |
| 8     | 5 a 9   | 12    |
| 0     | 0 a 4   | 12    |

## Economia
El 2007 la població en edat de treballar era de 226 persones, 175 eren actives i 51 eren inactives. De les 175 persones actives 170 estaven ocupades (82 homes i 88 dones) i 5 estaven aturades (3 homes i 2 dones). De les 51 persones inactives 17 estaven jubilades, 17 estaven estudiant i 17 estaven classificades com a «altres inactius».

### Ingressos
El 2009 a Morangles hi havia 137 unitats fiscals que integraven 388,5 persones, la mediana anual d'ingressos fiscals per persona era de 23.487 €.

### Activitats econòmiques
Dels 11 establiments que hi havia el 2007, 7 eren d'empreses de construcció, 2 d'empreses de comerç i reparació d'automòbils, 1 d'una empresa d'hostatgeria i restauració i 1 d'una empresa de serveis.
Dels 7 establiments de servei als particulars que hi havia el 2009, 2 eren paletes, 1 guixaire pintor, 1 lampisteria, 2 electricistes i 1 empresa de construcció.
L'any 2000 a Morangles hi havia 5 explotacions agrícoles.

## Equipaments sanitaris i escolars
El 2009 hi havia una escola elemental.

## Poblacions més properes
El següent diagrama mostra les poblacions més properes.